# Tarwater
Tarwater – niemiecki duet muzyczny, którego skład stanowią: Bernd Jestram i Ronald Lippok. Duet oficjalnie powstał w 1995 roku, choć sami muzycy współpracowali od 1981 roku, grając w punkowym zespole Rosa Extra. Muzyka grupy określana jest najczęściej mianem post-rock, lub avant-pop.
W 1999 roku grupa wsparła antyrasistowską kampanię Muzyka Przeciwko Rasizmowi, firmowanej przez Stowarzyszenie „Nigdy Więcej”.  

## Dyskografia
- 11/6 12/10 (1996)
- Rabbit Moon (1997)
- Silur (1998)
- Rabbit Moon Revisited (1998)
- Animals, Sun & Atoms (2000)
- Not The Wheel (2001)
- Dwellers on the Threshold (2002)
- The Needle Was Traveling (2005)
- Japan Tour EP (2005)
- Spider Smile (2007)
- Inside the Ships (2011)